# Maria Pietilä-Holmner
Maria Pietilä-Holmner (Umeå, 25 juli 1986) is een Zweeds voormalig alpineskiester. Ze nam driemaal deel aan de Olympische Winterspelen, maar behaalde geen medaille.

## Carrière
Pietilä-Holmner maakte haar wereldbekerdebuut in november 2002 tijdens de reuzenslalom in Sölden. Op 28 november 2010 behaalde ze haar eerste overwinning in een wereldbekerwedstrijd tijdens de slalom in Aspen.
Op de Olympische Winterspelen 2006 eindigde Pietilä-Holmner op de 10e plaats in de reuzenslalom. Vier jaar later, in Vancouver, was ze opnieuw van de partij op de Olympische Spelen. Als beste resultaat liet ze een 4e plaats in de slalom optekenen.
In 2007 behaalde Pietilä-Holmner een zilveren medaille op de reuzenslalom op het WK. Op het WK 2011 behaalde Pietilä-Holmner een bronzen medaille op de slalom.

## Resultaten

### Titels
Zweeds kampioene slalom – 2004, 2006, 2009
Zweeds kampioene reuzenslalom - 2004
Zweeds kampioene supercombinatie - 2004, 2009
Zweeds kampioene parallelslalom - 2006

### Olympische Winterspelen
| Jaar | Plaats    | Resultaten                  |
| ---- | --------- | --------------------------- |
| 2006 | Turijn    | 10e Reuzenslalom 21e Slalom |
| 2010 | Vancouver | 4e Slalom 24e Reuzenslalom  |
| 2014 | Sotsji    | 6e Reuzenslalom DNF1 Slalom |

### Wereldkampioenschappen
| Jaar | Plaats                 | Resultaten                  |
| ---- | ---------------------- | --------------------------- |
| 2005 | Bormio                 | 13e Slalom 16e Reuzenslalom |
| 2007 | Åre                    | Reuzenslalom · 11e Slalom   |
| 2009 | Val d'Isère            | 8e Reuzenslalom DNF1 Slalom |
| 2011 | Garmisch-Partenkirchen | Slalom · 22e Reuzenslalom   |
| 2013 | Schladming             | 6e Slalom 18e Reuzenslalom  |
| 2015 | Vail/Beaver Creek      | 9e Reuzenslalom 14e Slalom  |
| 2017 | Sankt Moritz           | 14e Slalom 25e Reuzenslalom |

### Wereldbeker
Eindklasseringen
| Seizoen   | Algm | SL  | RS    | SG  | SC  |
| --------- | ---- | --- | ----- | --- | --- |
| 2003/2004 | 104e | -   | 43e   | -   | -   |
| 2004/2005 | 63e  | 33e | 31e   | -   | -   |
| 2005/2006 | 24e  | 17e | 20e   | -   | -   |
| 2006/2007 | 26e  | 15e | 14e   | -   | -   |
| 2007/2008 | 29e  | 12e | 12e   | -   | -   |
| 2008/2009 | 13e  | 7e  | 7e    | 54e | -   |
| 2009/2010 | 13e  | 8e  | 6e    | -   | -   |
| 2010/2011 | 11e  | 4e  | 19e   | -   | 32e |
| 2011/2012 | 33e  | 14e | 29e   | -   | -   |
| 2012/2013 | 17e  | 7e  | 27e   | -   | -   |
| 2013/2014 | 7e   | 4e  | Brons | -   | -   |
| 2014/2015 | 15e  | 7e  | 16e   | -   | -   |
| 2015/2016 | 19e  | 9e  | 8e    | -   | -   |
| 2016/2017 | 65e  | 23e | 33e   | -   | -   |

Wereldbekerzeges
| Datum            | Plaats  | Onderdeel      |
| ---------------- | ------- | -------------- |
| 28 november 2010 | Aspen   | Slalom         |
| 2 januari 2011   | München | Parallelslalom |
| 13 december 2014 | Åre     | Slalom         |